# Bracon subfacialis
Bracon subfacialis är en stekelart som beskrevs av Vladimir Ivanovich Tobias 2000. Bracon subfacialis ingår i släktet Bracon och familjen bracksteklar. Inga underarter finns listade.